# ضفدع الشلال الأسامي
ضفدع الشلال الأسامي (الاسم العلمي:Amolops assamensis) هو نوع من الحيوانات يتبع جنس ضفدع الشلال من فصيلة الضفادع الحقيقية.